# محمد حاج‌حسینی
محمد حاج‌حسینی (۸ فروردین ۱۳۲۱ – ۱۰ اسفند ۱۴۰۱) بازیگر سینما و تلویزیون اهل ایران بود.

## بازیگر

### سینمایی
- من یک ایرانی‌ام (۱۳۹۳)
- ساکن طبقه وسط (۱۳۹۲)
- ضد گلوله (۱۳۹۰)
- سهم من از زندگی (۱۳۸۹)
- چهره به چهره (۱۳۸۷)
- حریم (۱۳۸۷)
- سوپراستار (۱۳۸۷)
- کارناوال مرگ (۱۳۸۷)
- به خاطر خواهرم (۱۳۸۶)
- توفیق اجباری (۱۳۸۶)
- ملودی (۱۳۸۶)
- این زن حرف نمی‌زند (۱۳۸۱)
- تهران ساعت ۷ صبح (۱۳۸۱)
- صنوبر (۱۳۸۰)
- عینک دودی (۱۳۷۸)
- مرد بارانی (۱۳۷۸)
- لژیون (۱۳۷۷)
- بچه‌های آسمان (۱۳۷۵)
- عشق گمشده (۱۳۷۵)
- غزال (۱۳۷۴)
- جای امن (۱۳۷۲)
- صاعقه (۱۳۶۳)
- کیلومتر پنج (۱۳۶۱)
- گرداب (۱۳۶۰)
- سایه‌های بلند باد (۱۳۵۷)
- ملکوت (۱۳۵۵)

### تلویزیونی
- تله‌فیلم به من نگو قراضه (۱۳۹۲)
- تله فیلم سنگ تمام (1390)
- دلیران تنگستان (۱۳۵۳–۱۳۵۴)
- آدم و حوا
- آقای مربوطه
- سفر سبز
- دوران سرکشی
- عطر سیب
- متهم گریخت (۱۳۸۴)
- چهار چرخ (۱۳۹۰)
- خوش غیرت (۱۳۸۳)
- ریحانه